# Kim Thayil

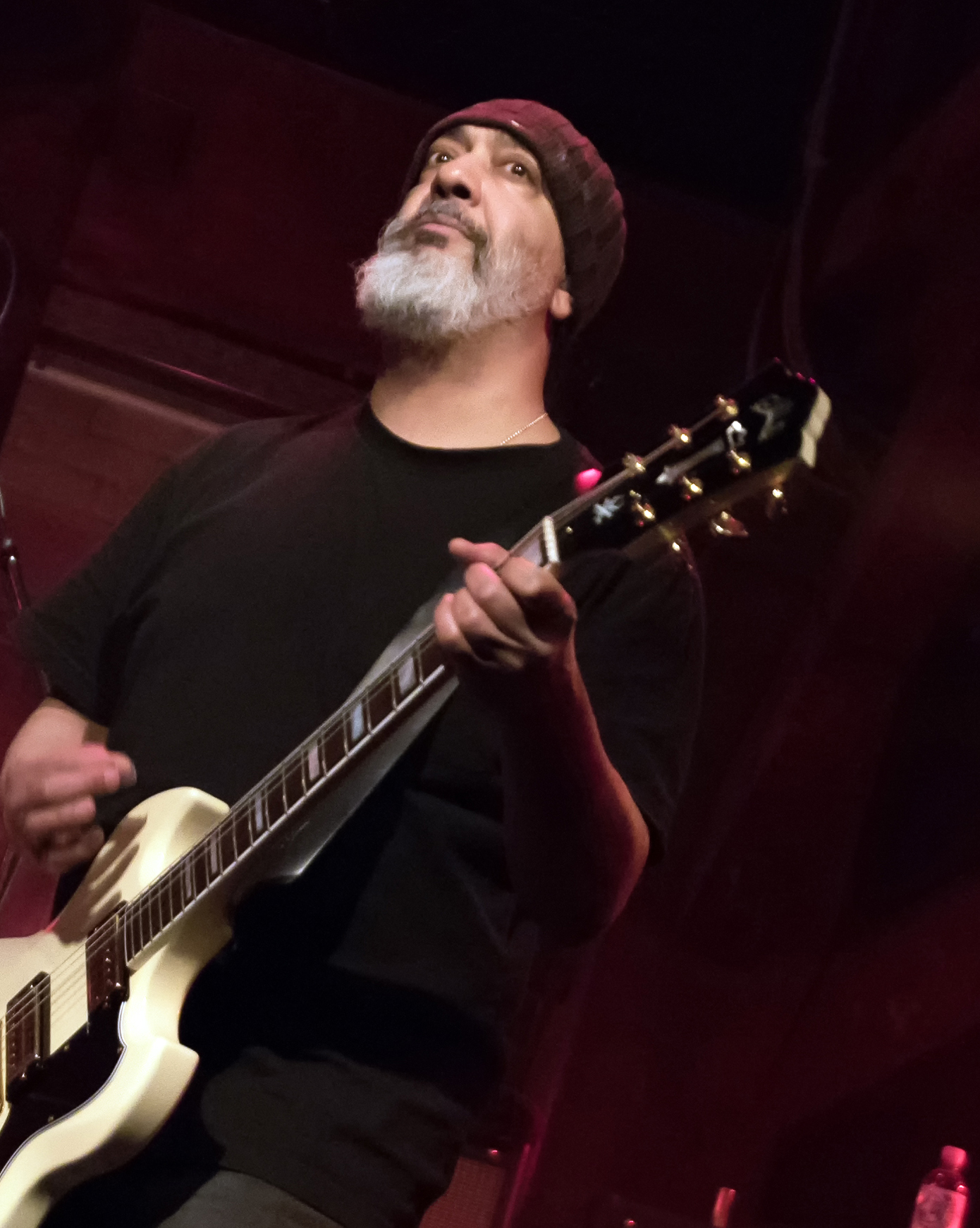
Kim Thayil in der Fabrik Hamburg (2018)

Kim Thayil (* 4. September 1960 in Seattle) ist ein US-amerikanischer Musiker.
Er ist Mitbegründer und Gitarrist der Grungeband Soundgarden. Nachdem diese sich 1997 aufgelöst hatte, wirkte er in verschiedenen Projekten mit, unter anderem bei Probot, einem Nebenprojekt des früheren Nirvana-Schlagzeugers Dave Grohl. Thayil ist indischer Abstammung. In der 2003 erschienenen Rolling-Stone-Liste der 100 besten Gitarristen ist er auf Rang 100 platziert. Soundgarden haben sich im Jahr 2010 wiedervereinigt.
| Personendaten    | Personendaten               |
| ---------------- | --------------------------- |
| NAME             | Thayil, Kim                 |
| KURZBESCHREIBUNG | US-amerikanischer Gitarrist |
| GEBURTSDATUM     | 4. September 1960           |
| GEBURTSORT       | Seattle                     |